# Чемериця чорна
Чемериця чорна (Veratrum nigrum) — вид рослин з родини мелантієвих (Melanthiaceae), поширений у Європі, Північній Африці, західній і середній Азії.

## Опис
Багаторічна волосиста рослина 50–150 см. Листки голі; нижні — широко-еліптичні, верхні — ланцетні. Суцвіття волотисте, багатоквіткове; вісь суцвіття, гілочки, приквітки і квітконіжки шерстистого-волосисті. Квітки темно-пурпурові; квітконіжки такої ж довжини або довше листочків оцвітини.

## Поширення
Поширений у Євразії від Франції до Кореї.
В Україні вид зростає у лісах, чагарниках — у Розточчі, Опіллі та Лісостепу, розсіяно; на Поліссі та в північній частині степу, зрідка.

## Використання
Лікарська рослина.